# X Factor 10 Compilation
X Factor 10 Compilation è una compilation, pubblicata il 2 dicembre 2016. Raccoglie i brani cantati dai concorrenti della decima edizione di X Factor Italia.

## Tracce
1. Andrea Biagioni – Fake Plastic Trees – 4:17 (Radiohead)
2. Caterina Cropelli – La canzone di Marinella – 3:48 (Fabrizio De André)
3. Daiana Lou – Running with the Wolves – 2:58 (Aurora)
4. Diego Conti – L'estate di John Wayne – 3:22 (Raphael Gualazzi)
5. Eva Pevarello – Wise Up – 3:01 (Aimee Mann)
6. F'Em – Latch – 3:34 (Disclosure)
7. Gaia Gozzi – Human – 3:18 (Rag'n'Bone Man)
8. Les Enfants – Che fantastica storia è la vita – 3:18 (Antonello Venditti)
9. Loomy – Sotto casa – 3:09 (Max Gazzè)
10. Roshelle – Heavydirtysoul – 3:22 (Twenty One Pilots)
11. Silvia Fortes – The Blower's Daughter – 4:20 (Damien Rice)
12. Soul System – All That She Wants – 2:35 (Ace of Base)